# 中臭鼩
中臭鼩（学名：Suncus stoliczkanus）又名安氏臭鼩，为鼩鼱科臭鼩属的动物。分布于孟加拉国， 印度， 尼泊尔，巴基斯坦和中国大陆云南等地，一般生活于热带森林。该物种的模式产地在印度。